# Chthonius raridentatus
Espèce
Chthonius raridentatus est une espèce de pseudoscorpions de la famille des Chthoniidae.

## Distribution
Cette espèce se rencontre en Croatie, en Slovénie et en Italie.

## Publication originale
- Hadži, 1930 : Pseudoscorpiones. Bulletin International de l'Académie Yougoslave des Sciences et des Beaux-arts, vol. 1930, p. 19-24.